# Viaduc de Contreras
Le viaduc de Contreras est un pont ferroviaire espagnol franchissant le lac de Contreras entre Minglanilla et Villargordo del Cabriel, respectivement dans la province de Cuenca et la province de Valence. Long de 587,2 mètres, ce pont en arc porte la LGV Madrid - Levant.